# Resina di benzoino

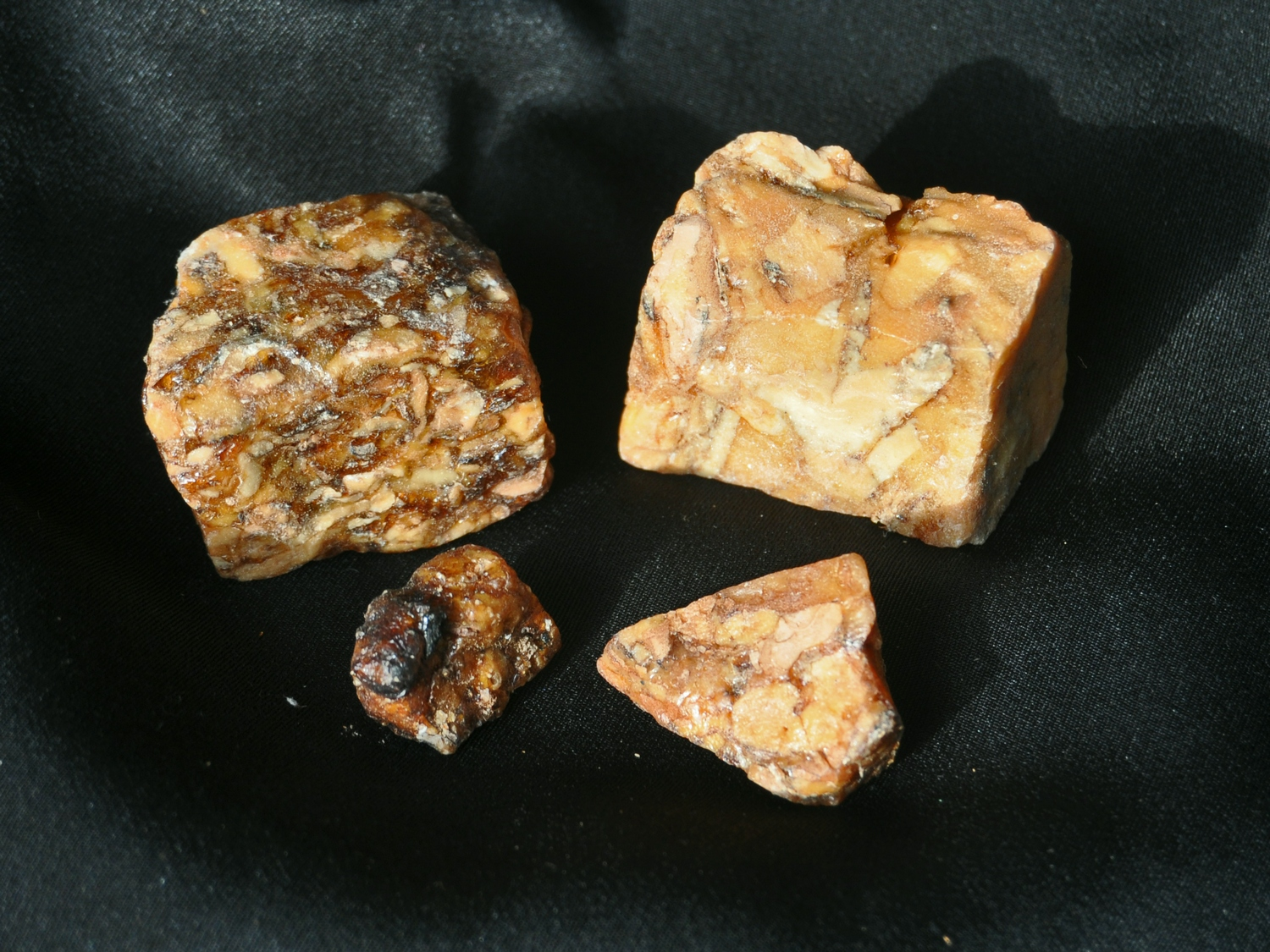
Kemenyan, la resina di benzoino così come è commercializzata a Gombong, al centro di Giava

La resina di benzoino o resina di stirace è una resina balsamica estratta dalla corteccia dell'arbusto Styrax benzoin dotata di proprietà antibatteriche.
Comunemente, questa resina è semplicemente chiamata benzoino, ma non deve essere confusa con l'omonimo composto chimico.
Il benzoino è anche chiamato gomma di benzoino o gomma benjamin, ma il termine "gomma" non è appropriato, poiché il benzoino non è un polisaccaride solubile in acqua.

## Origine del nome
Il nome benzoino deriva dall'arabo lubān jāwī (لبان
جاوي, "incenso di Giava", dato che proveniva dall'Indonesia). I mercanti catalani, che acquistavano lubān jāwī dai mercanti mori, modificarono la parola mutando la vocale a nella vocale e ed omettendo la sillaba lu (interpretata come un articolo determinativo), in modo da ottenere la singola parola benjawi. I mercanti italiani cambiarono ulteriormente la parola in bengiuì, che infine divenne base per un neologismo neolatino benzoë.

## Composizione
Il suo componente principale è l'acido benzoico.
Non contiene benzoino cristallino.

## Usi
In tempi antichi veniva utilizzata per la conservazione degli alimenti in quanto ritarda notevolmente l'irrancidimento dei lipidi (veniva mescolata al burro) e per la mummificazione dei cadaveri.
Oggigiorno, il suo utilizzo prevalente è nell'industria della cosmesi ed in medicina (tintura di benzoino), sia come antisettico cutaneo, sia come espettorante.
Un suo derivato viene utilizzato come agente preservante del legno nei mobili, in quanto velenoso per il tarlo.
La resina di benzoino è un ingrediente comune nella produzione di incenso e in profumeria per il suo aroma simile al gelato alla vaniglia e per le sue proprietà fissative. In particolare, in profumeria, il benzoino è utilizzato come fissativo, al fine di rallentare la dispersione in aria degli oli essenziali e di altre componenti della fragranza.
Essa è un componente principale dell'incenso utilizzato in chiesa in Russia e in alcune altre chiese cristiane ortodosse orientali.
La maggior parte della resina di benzoino è utilizzata in India e negli stati arabi del Golfo Persico, ove è bruciata sul carbone come l'incenso.
La resina di benzoino è utilizzata anche nella produzione di bakhoor (in arabo بخور - pezzi di legno profumati) e di incenso di varie resine miste nei paesi arabi e nel Corno d'Africa.
La resina di benzoino è pure usata nei tipi miscelati di incenso giapponese, incenso indiano, incenso cinese e nella Carta d'Armenia (Papier d'Arménie), così come nelle bacchette di incenso.
In India, chiamata sambrani o sambraani, è un popolare incenso usato per profumare e trattare i capelli e prevenire le infezioni, soprattutto nei bambini.
Dopo aver fatto il bagno, i bambini sono esposti al fumo di sambraani per alcuni secondi; siccome i capelli si asciugano rapidamente, si ritiene che così si evitino raffreddori e polmonite, malattie causate dall'avere i capelli umidi per molto tempo.
Anche alcune donne utilizzano questo metodo per asciugare i loro capelli.
Queste credenze popolari non hanno alcun fondamento, in quanto i capelli umidi non hanno alcuna influenza sulla presenza o sulla virulenza di agenti patogeni, come batteri e virus, responsabili del raffreddore comune e della polmonite.
In Italia e altre regioni d'Europa, è usata da alcuni secoli come uno dei componenti per la produzione di vernici per liuteria. Nel contesto di una vernice, serve a conferirle lucentezza, oltre che a profumarla, ed è usata in combinazione ad altre resine, sciolte in etanolo a 90°. È pure possibile il suo utilizzo per fusione nelle vernici ad olio, sempre per la liuteria. In Sicilia viene utilizzato nella preparazione dell’agnello pasquale di pasta di mandorle e dei dolci di martorana, ai quali conferisce lucentezza ed un aroma inconfondibile.

## Produzione
Esistono due tipi di resina di benzoino utilizzati nella produzione di incensi e in profumeria: il benzoino del Siam e il benzoino di Sumatra.
Il benzoino del Siam si ottiene dalla Styrax tonkinensis, che cresce in Thailandia, Laos, Cambogia e Vietnam.
Il benzoino di Sumatra si ottiene dalla Styrax benzoin, che cresce sull'isola di Sumatra.
Entrambe le varietà sono resine che servono alla pianta a prevenire patologie e sono essudate dalla corteccia quando la pianta è danneggiata.
I maggiori paesi produttori sono Somalia, Etiopia, Eritrea, Gibuti, Indonesia, Israele, Sudan, Yemen, Oman.